# Agrotis argyrii
Agrotis argyrii là một loài bướm đêm trong họ Noctuidae.